# Il conte di Montecristo (film 1961)
Il conte di Montecristo (Le Comte de Monte-Cristo) è un film del 1961 diretto da Claude Autant-Lara.

## Trama
Deciso a vendicarsi per l'ingiusta carcerazione dovuta ad una lettera anonima, Edmond torna a Parigi presentandosi come il ricco Conte di Montecristo ed entra nella vita degli autori della lettera portandoli alla rovina ma anche salvando altri innocenti.